# Jüdischer Friedhof (Gelsenkirchen-Bulmke)

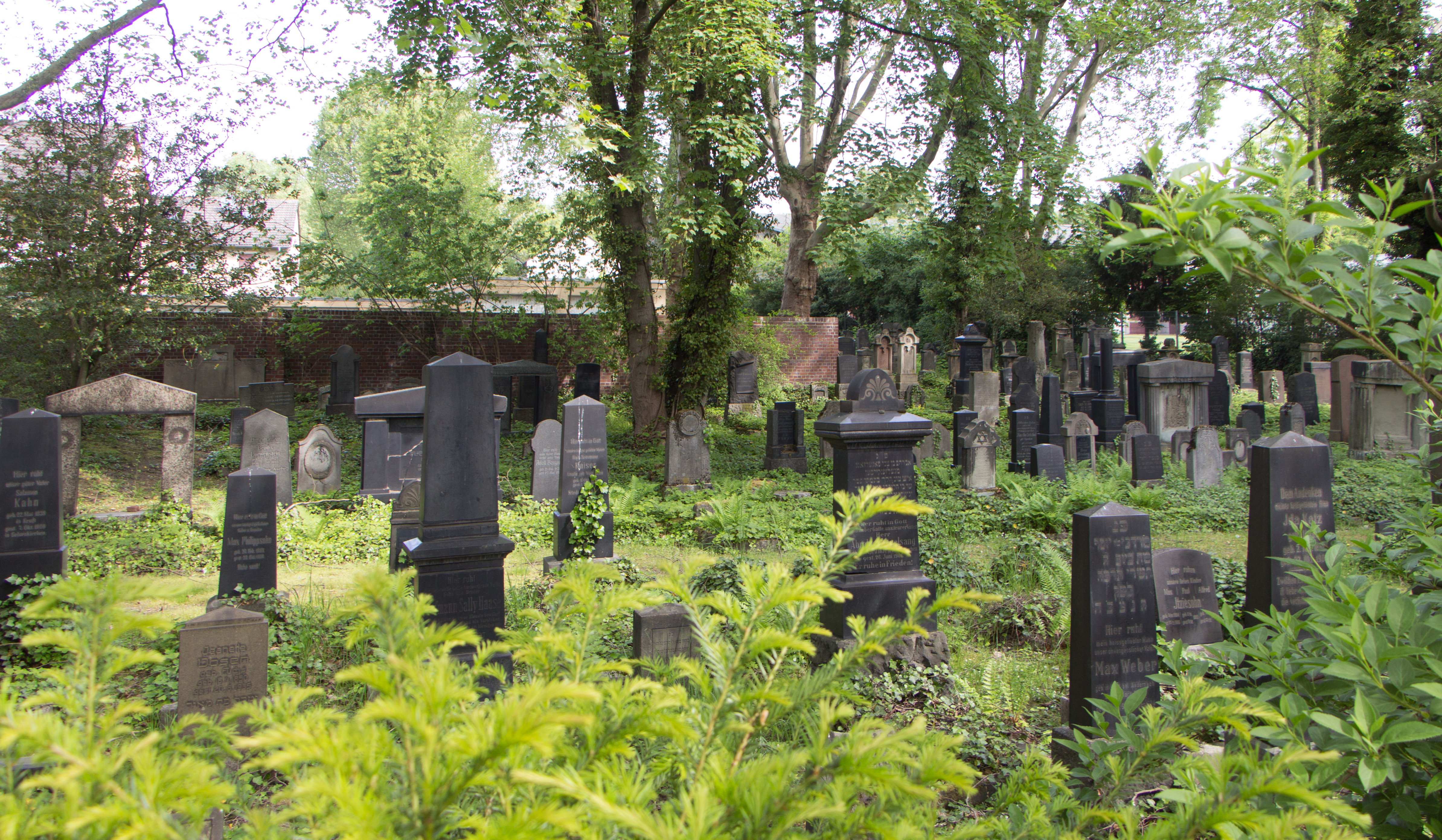
Jüdischer Friedhof Gelsenkirchen-Bulmke (2020)

Der Jüdische Friedhof Gelsenkirchen-Bulmke befindet sich in der kreisfreien Stadt Gelsenkirchen in Nordrhein-Westfalen. Der jüdische Friedhof liegt im Stadtteil Bulmke-Hüllen in der Wanner- / Ecke Oskarstraße. Auf dem Friedhof, der von 1874 bis 1936 belegt wurde, befinden sich ca. 400 Grabsteine.

## Geschichte

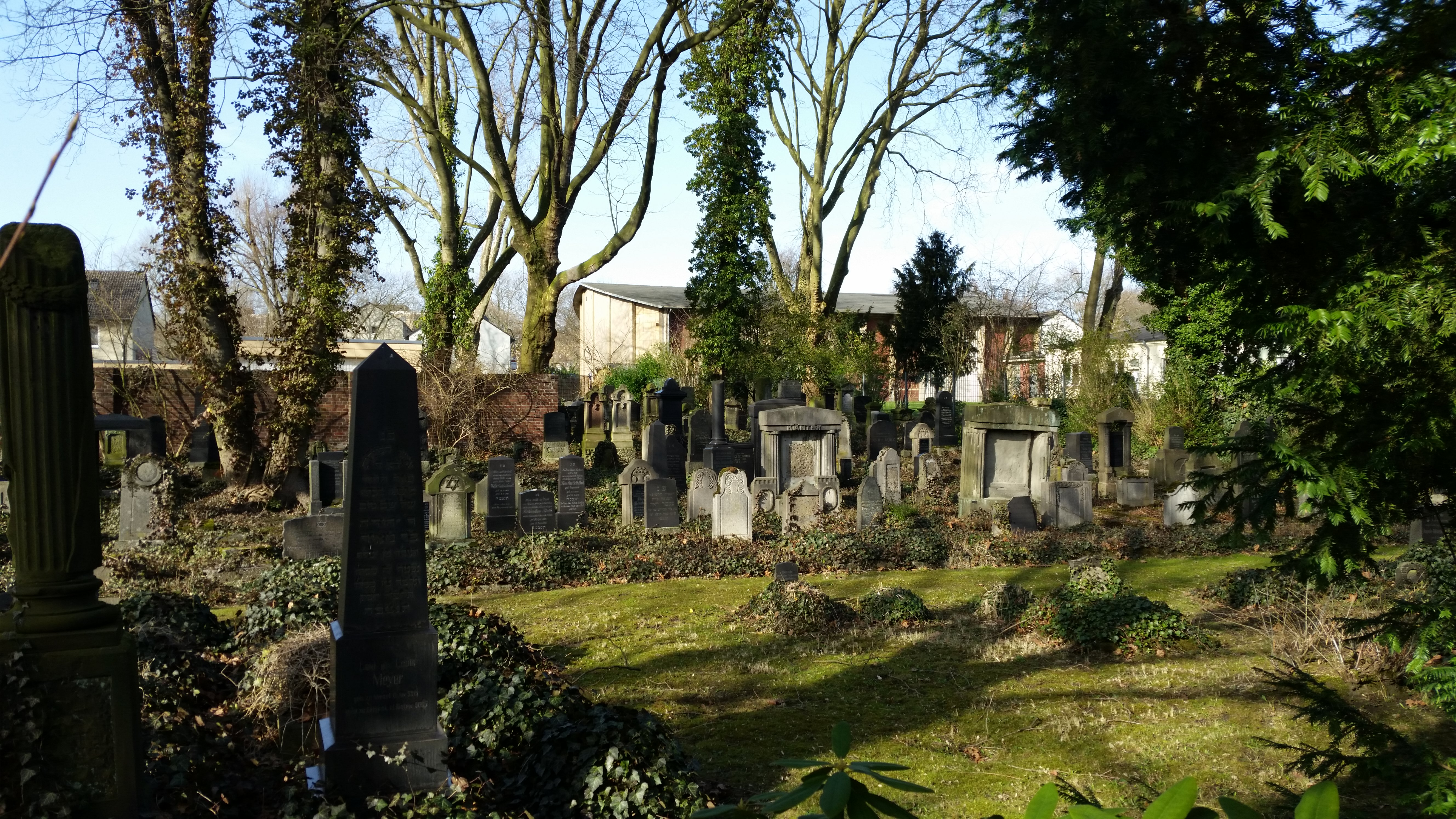
Der Friedhof 2017

Nach Gründung der selbständigen Synagogengemeinde Gelsenkirchen im Jahre 1874 wurden die Verstorbenen der jüdischen Gemeinde Gelsenkirchen nicht mehr in Wattenscheid auf dem alten jüdischen Friedhof an der Bochumer Straße beigesetzt, sondern konnten auf einem von der Gemeinde erworbenen 2324 Quadratmeter großen Friedhofsgrundstück in Gelsenkirchen-Bulmke beerdigt werden. Um 1903/1904 wurde nach Plänen des Architekten F. Kindler eine Trauer- und Leichenhalle in maurischem Stil aus rotem Backstein hinter dem Eingangstor an der Oskarstraße errichtet. 1927 war der Friedhof mit etwa 400 Gräbern vollständig belegt, so dass in Folge nur noch Bestattungen in bereits vorhandene Familiengräbern vorgenommen wurden und ansonsten ein neues Friedhofsgrundstück neben dem heutigen Südfriedhof in Gelsenkirchen-Ückendorf genutzt wurde. Die letzten Beisetzungen auf dem Friedhof Gelsenkirchen-Bulmke erfolgten im Jahr 1936.
Während der Zeit des Nationalsozialismus wurden die Gräber geschändet. Im Krieg wurde die Leichenhalle im Jahr 1941 durch Bomben stark beschädigt und auf Befehl der Gestapo abgerissen.
Der älteste Grabstein ist auf das Jahr 1874 datiert. Viele Grabsteine sind zweisprachig und mit Davidstern, den segnenden Priesterhänden, der Levitenkanne, Amtssymbolen oder einem aufgeschlagenen Buch versehen. Einige der Grabinschriften sind nur noch schwer lesbar. Der Friedhof ist im Besitz des Landesverbands der Jüdischen Gemeinden von Westfalen-Lippe. Am 7. Juni 1995 wurde der Friedhof in die Denkmalliste der Stadt Gelsenkirchen aufgenommen.